# Afwilliet

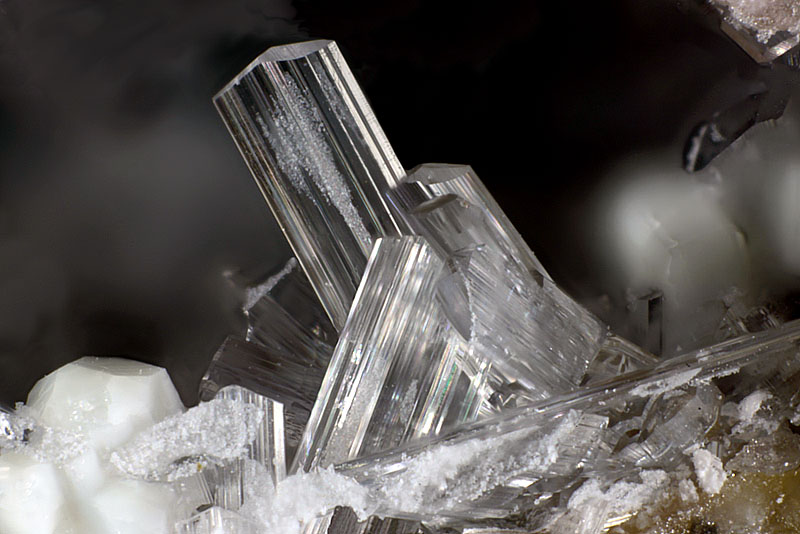

Het mineraal Afwilliet, Afwillit of Afwillita is een nesosilicaat. Het is een verbinding van twee nesosilicaten met beide een hydroxylgroep en met drie atomen calcium, met molecuulformule Ca3(SiO3OH)2·2H2O. Het molecuul is dus gehydrateerd. Het mineraal is naar AF Williams (1874–1953) genoemd, die voor De Beers heeft gewerkt. 

## Structuur en eigenschappen
Afwilliet heeft een monoklien kristalstelsel. Onder een microscoop ziet afwilliet er als wollastoniet uit, dat tot dezelfde groep hoort.
Afwilliet is samengesteld uit dubbele ketens die bestaan uit calcium en silicium, die bij de randen en hoeken aan elkaar zijn verbonden. Dit vormt lagen evenwijdig aan het vlak met Miller-index [-101], die door waterstofbruggen bijeen worden gehouden.
Afwilliet is een van de calciumsilicaten die ontstaan als portlandcement zich tot beton gaat zetten. De cement krijgt zijn sterkte door het vochtig worden van de di- en tri- calciumsilicaten.

## Vorming
Afwilliet ontstaat net zoals calciet, jenniet en oyeliet in gebroken aders van het mineraal spurriet. Afwilliet en spurriet ontstaan door contactmetamorfose van kalksteen. Contactmetamorfose wordt veroorzaakt door de interactie van gesteente met hitte en/of vloeistoffen van in de nabijheid kristalliserend silicaatmagma. Afwilliet en calciet ontstaan door binnengedrongen vocht. Jenniet is feitelijk een aangepast afwilliet, beide ontstaan uit calciumsilicaten door bevochtiging. Laboratoriumonderzoek heeft laten zien dat afwilliet bij een temperatuur beneden 200°C ontstaat, gewoonlijk rond 100 °C. 

## Vindplaatsen
Het is in de Dutoitspanmijn in Zuid-Afrika gevonden, op een diepte van 150 tot 225 meter, in een insluitsel van doleriet. Het werd in 1925 geanalyseerd en beschreven door John Parry en Frederick Wright, die het naar de ontdekker noemden. Volgens de classificatie van Strunz behoort het tot de nesosilicaten met extra ionen. 
Afwilliet kon in 2013 als zeldzame mineraalvorm op maar ongeveer 30 plaatsen worden gevonden. De typelocatie is de Dutoitspanmijn in de buurt van Kimberley in Zuid-Afrika. Het is in Zuid-Afrika ook gevonden in de N'Chwaning mijnen bij Kuruman en in de Wesselmijn bij Hotazel in de mangaanlagen van de Kalahari.
Het is in Duitsland gevonden bij de Zeilberg in Beieren en op verschillende plaatsen in de Vulkaaneifel. De enig bekende vindplaats in Oostenrijk is de basaltgroeve in Klöch in zuidoost Steiermark.
Andere bekende vindplaatsen zijn onder andere Ceyrat in Frankrijk, Inishcrone in Ierland en Scawt Hill in County Antrim, Noord-Ierland. Er zijn vindplaatsen in Italië, in Roemenië in Oravița en Racoș, in Israel komt het in de Hatrurim Formatie voor in de Negev en bij de rivier de Ajalon, in Japan in de groeven Mihara en Fuka in de prefectuur Okayama, in Tokatoka in Nieuw-Zeeland, in Rusland in de Beneden-Toengoeska en in het Joko-Dovirenskijmassief bij het Baikalmeer en in de Verenigde Staten bij de Sky Blue Hill in Riverside County in Californië en de Pea Ridge Mine bij Sullivan in Missouri.

## Websites
- mindat.org. Afwillite
- Afwillite Mineral Data.